# (4693) Drummond
(4693) Drummond (1983 WH) – planetoida z grupy pasa głównego asteroid okrążająca Słońce w ciągu 3,44 lat w średniej odległości 2,28 j.a. Odkryta 28 listopada 1983 roku.